# Quirihue
Quirihue é uma comuna da província de Ñuble, localizada na Região de Biobío, Chile. Possui uma área de 589,0 km² e uma população de 11.429 habitantes (2002).